# Cámara de Comercio de la Ciudad de México
Es una Institución que representa, defiende y promueve a las empresas del comercio, los servicios y el turismo formalmente establecido en la Ciudad de México.

## Historia
La Cámara de Comercio de la Ciudad de México se fundó el 27 de agosto de 1874 con el firme propósito de fortalecer el desarrollo el comercio organizado, los servicios y el turismo de la Ciudad de México.
La Cámara de Comercio de la Ciudad de México está integrada por Socios (cerca de 40,000 estimaciones hasta el 2007) y empresarios que participan honoríficamente (cerca de 1,000 estimaciones hasta el 2007).

## Estructura
- Asociaciones
- Grupos especializados
- Secciones regionales

## Funciones
- Representatividad
- Órgano de Consulta del Gobierno Federal y Local
- Asesoría y gestoría
- Capacitación
- Programas de apoyo a las PYMES (Pequeños y medianos empresarios)

## Misión y Política de Calidad
Representa, defiende y promueve la actividad empresarial del comercio, los servicios y el turismo de México, brindando servicios de calidad que satisfagan las necesidades del empresario, impulsando el desarrollo y productividad. Nuestro compromiso es satisfacer las necesidades de los clientes, brindando oportunamente servicios de calidad.